# Unione Sportiva Anconitana 1976-1977
Questa pagina raccoglie le informazioni riguardanti l'Unione Sportiva Anconitana nelle competizioni ufficiali della stagione 1976-1977.

## Rosa
| N. |                   | Ruolo | Calciatore             |
| -- | ----------------- | ----- | ---------------------- |
|    | Italia (bandiera) | P     | Massimiliano Barbadori |
|    | Italia (bandiera) | A     | Walter Berardi         |
|    | Italia (bandiera) | C     | Sauro Bonetti          |
|    | Italia (bandiera) | D     | Massimo Capoccia       |
|    | Italia (bandiera) | D     | Dante Capra            |
|    | Italia (bandiera) | P     | Ivan Chiarini          |
|    | Italia (bandiera) | A     | Roberto Chinea         |
|    | Italia (bandiera) | C     | Fulvio De Chiara       |
|    | Italia (bandiera) | A     | Patrizio Di Stefano    |
|    | Italia (bandiera) | D     | Piergiorgio Ferri      |
|    | Italia (bandiera) | A     | Giordano Galli         |

| N. |                   | Ruolo | Calciatore        |
| -- | ----------------- | ----- | ----------------- |
|    | Italia (bandiera) | D     | Vincenzo Genovese |
|    | Italia (bandiera) | D     | Stefano Lausdei   |
|    | Italia (bandiera) | C     | Enzo Lombardozzi  |
|    | Italia (bandiera) | C     | Mario Marini      |
|    | Italia (bandiera) | P     | Renato Marson     |
|    | Italia (bandiera) | D     | Sergio Petrelli   |
|    | Italia (bandiera) | D     | Fabrizio Raspanti |
|    | Italia (bandiera) | A     | Massimo Righetti  |
|    | Italia (bandiera) | D     | Marco Riva        |
|    | Italia (bandiera) | A     | Adolfo Ruggeri    |
|    | Italia (bandiera) | C     | Giorgio Zoff      |